# El hombre del traje gris (película)
El hombre del traje gris (The Man in the Gray Flannel Suit) es una película norteamericana del año 1956 dirigida por Nunnally Johnson. El argumento está basado en la novela homónima de Sloan Wilson. La película se realizó poco después de que se publicara la novela y, al igual que esta, tuvo un gran éxito comercial. Está protagonizada por un importante elenco de actores, entre los que se encuentran Gregory Peck, Jennifer Jones, Fredric March, Marisa Pavan, Lee J. Cobb, Ann Harding, Keenan Wynn, Gene Lockhart, Gigi Perreau, Portland Mason y Arthur O’Connell. En España se proyectó una versión muy mutilada tras el paso del film por la censura impuesta en el país durante la dictadura de Francisco Franco.

## Sinopsis
Tom Rath (Gregory Peck) es un padre de familia que tiene un salario de 7000 dólares anuales y mantiene la esperanza de mejorar su posición económica cuando reciba una herencia de su abuela. Sin embargo, la esperada herencia queda reducida a una mansión hipotecada, por lo cual su esposa le presiona para que consiga un trabajo con un sueldo más alto y le reprocha el hecho de que ha cambiado de carácter y es menos ambicioso desde que participó en la II Guerra Mundial como oficial.
Tras conseguir un nuevo empleo en una importante empresa, surgen diferentes complicaciones de habilidades blandas relacionadas con desacuerdos con su jefe inmediato y los recuerdos de la guerra; más adelante descubre que tuvo un hijo fuera del matrimonio durante su estancia en Italia y la madre le escribe una carta suplicándole ayuda económica.